# Beatrica od Sicilije
Beatrica od Sicilije (grč. Βεατρίκη; 1252. – 17. studenog/12. prosinca 1275.) bila je kći kralja Sicilije te latinska carica Konstantinopola. Njezini su roditelji bili Karlo I. Napuljski (sin kralja Francuske) i njegova prva supruga, Beatrica od Provanse (kći grofa Provanse). Karlo je bio kralj Napulja i Sicilije te grof Anjoua.
Muž Beatrice je bio car Filip od Courtenaya (1243. – 15. prosinca 1283.). On je oženio Beatricu 15. listopada 1273. u Foggiji te su imali sretan brak. Njihovo je jedino dijete bila Katarina I. (latinska carica), koju je smrt majke veoma pogodila.